# Frederick Gustav Meyer
Frederick Gustav Meyer ( 7 de diciembre de 1917 - 13 de octubre de 2006) fue un botánico estadounidense. Sirvió en el Cuerpo Médico del Ejército, en Europa, durante la Segunda Guerra Mundial y se estableció en San Louis, donde obtuvo un doctorado en botánica de la Universidad de Washington en 1949. Hizo su trabajo postdoctoral en el Coolege Universidad de Londres y luego regresó a San Luis para trabajar en el Missouri Botanical Garden.
Fue director del National Museum of Natural History, y miembro de numerosas sociedades científicas, como la "Sociedad Estadounidense de Taxonomistas Vegetales, la Smithsonian Institution, la Sociedad Botánica de Washington de la que fue presidente en 1962
Su interés principal estaba en las clasificaciones y las relaciones entre las plantas ornamentales, y también se convirtió en experto en botánica medieval y personalmente presentó el material hereditario de varios miles de plantas a Estados Unidos. Fue el primero en los tiempos modernos en recolectar germoplasma del café silvestre nativo del sur de Etiopía.

## Algunas publicaciones

### Libros
- wilhelmina mary Feemster Jashemski, frederick gustav Meyer. 2002. The natural history of Pompeii. Ed. Cambridge University Press. 502 pp. En línea ISBN 0-521-80054-4
- frederick gustav Meyer, emily w. Emmart Trueblood, john lewis Heller, leonhart Fuchs. 1999. The Great Herbal of Leonhart Fuchs: Commentary. Volumen 1 de The Great Herbal of Leonhart Fuchs: Notable Commentaries on the History of Plants. Ed. Stanford University Press. 895 pp. En línea ISBN 0-8047-1631-5
- ------------, peter m. Mazzeo, Donald H. Voss. 1994. A catalog of cultivated woody plants of the southeastern United States. Nº 7 de United States National Arboretum contribution. 330 pp.
- jisaburō Ōi, frederick gustav Meyer, egbert hamilton Walker. 1965. Flora of Japan: A combined, much revised and extended translation of his Nihon shokubutsu shi Flora of Japan (1953) and Nihon shokubutshu shi shida hen Flora of Japan - Pteridophyta (1957). Ed. Smithsonian Institution. 1.067 pp.

- La abreviatura «F.G.Mey.» se emplea para indicar a Frederick Gustav Meyer como autoridad en la descripción y clasificación científica de los vegetales.[2]